# Atypophthalmus crinitus
Atypophthalmus crinitus är en tvåvingeart som först beskrevs av Alexander 1924.  Atypophthalmus crinitus ingår i släktet Atypophthalmus och familjen småharkrankar. Inga underarter finns listade i Catalogue of Life.